# Ptochophyle flavipuncta
Ptochophyle flavipuncta là một loài bướm đêm trong họ Geometridae.